# Aloe lanata
Aloe lanata är en grästrädsväxtart som beskrevs av T.A.Mccoy och John Jacob Lavranos. Aloe lanata ingår i släktet Aloe och familjen grästrädsväxter. Inga underarter finns listade i Catalogue of Life.